# Cattedrale di Santo Stefano (Székesfehérvár)
La cattedrale di Santo Stefano (in ungherese: Szent István-székesegyház) è una cattedrale cattolica situata nella città di Székesfehérvár, è sede della diocesi di Székesfehérvár.

## Storia
La chiesa, in stile barocco, è stata realizzata tra il 1758 ed il 1768. 
Il coro e l'altare sono stati progettati dal famoso architetto austriaco Franz Anton Hillebrand, gli affreschi interni raffiguranti scene della vita di re Stefano I, la pala d'altare raffigura re Stefano inginocchiato davanti alla Madre di Dio ed è opera di Vinzenz Fischer, mentre sul soffitto svettano i dipinti di Johan Cymbala.